# زبان اشاره هندوراسی
زبان اشاره هندوراسی زبان اشاره‌ای است که توسط ناشنوایان و کم شنوایان در هندوراس استفاده می‌شود.